# Acanthocalycium
Az Acanthocalycium a szegfűvirágúak (Caryophyllales) rendjébe, ezen belül a kaktuszfélék (Cactaceae) családjába tartozó nemzetség.

## Előfordulásuk
Az Acanthocalycium-fajok előfordulási területe Argentína, Bolívia, Brazília, Paraguay és Uruguay.

## Rendszerezés
A nemzetségbe az alábbi 5 faj tartozik:
- Acanthocalycium ferrarii Rausch
- Acanthocalycium leucanthum (Gillies ex Salm-Dyck) Schlumpb.
- Acanthocalycium rhodotrichum (K.Schum.) Schlumpb.
- Acanthocalycium spiniflorum (K.Schum.) Backeb. - típusfaj
- Acanthocalycium thionanthum (Speg.) Backeb.